# Zenithoptera viola
Zenithoptera viola – gatunek ważki z rodziny ważkowatych (Libellulidae). Występuje na terenie Ameryki Południowej.